# هنگ ۷۵ تکاوران
هنگ ۷۵ تکاوران (انگلیسی: ۷۵th Ranger Regiment) از یگان‌های پیاده‌نظام عملیات ویژه نیروی زمینی ایالات متحده آمریکا است. مقر فرماندهی این نیرو در فورت بنینگ، جورجیا واقع شده و شامل یک گردان نیروهای ویژه (مهندسی، پلیس نظامی، نیروهای امدادی، اطلاعات نظامی و...) و سه گردان پیاده‌نظام عملیات‌های ویژه‌است که برای انجام انواع عملیات‌های ویژه، آموزش‌های مخصوص دیده‌اند.